# Страшний суд (триптих Босха)
«Страшний суд» (нід. Het Laatste Oordeel — триптих Ієроніма Босха. Зберігається у Відні в Академії образотворчих мистецтв. Прийнято вважати, що він створений у 1504 році на замовлення намісника Нідерландів Філіпа Вродливого (Габсбурга), хоча розміри зазначеного в документі твору відрізняються від розмірів віденського триптиха. Є наймасштабнішим з уцілілих творів Босха.

## Центральна частина— «Страшний Суд»
У центральній частині триптиха зображено сцени зі Страшного суду. Небесам тут віддана всього лише верхня чверть панелі, що нехарактерно для подібних творів цього часу, а інший простір присвячено детальному зображенню земного світу і людських гріхів, мук і злочинів, кошмарному баченню агонії людства, що гине у вселенському катаклізм.
Широка темна панорама, усіяна людськими фігурками, — це, мабуть, Йосафатова долина, де, згідно з Книгою пророка Йоіла, буде відбуватися останній суд над людьми. На задньому плані видно відблиски пожеж — це палають стіни земного Єрусалиму. Земний світ за колоритом практично не відрізняється від пекла на правій стулці, а жменька врятованих біля трону Христа мізерно мала в порівнянні з числом тих, хто приречений на вічні муки.
На лівому краї стулки зображено трактир. За його даху до чоловіка на ложе прямує оголена жінка, оточена чудовиськами. В її тіло впивається комаха, під руку її тримає зелений дракон, демони виконують серенаду на лютні і розі. Музика для Босха — символ слабкості до насолод; вона супроводжує гріх хтивості.
Нижче зображено гріх обжерливості: демони насильно утримують товстуна і ллють йому в глотку рідину з великої бочки, яка безперебійно наповнюється випорожненнями диявола, чий зад визирає через решітку вікна. Трохи нижче велика риба поглинає маленьку — через кілька десятиліть блискучу гравюру на цю тему зробить Брейгель.
Праворуч від трактиру — фігури повішених і людей, що варяться в казанах. Вони киплять в рідкому металі з розплавлених монет, нажитих нечесним шляхом. Так Босх зобразив гріх користолюбства.
Демонічна жаба в червоно-білому вбранні смажить на сковорідці частини людського тіла. Біля її ніг лежить пара яєць — мабуть, жаба збирається повечеряти омлетом з людським м'ясом. Поруч монстри ріжуть ножами і відпилюють частини людських тіл.
По всьому переднього плану розкидані оголені тіла, їх ріжуть, ранять, терзають демони. Але всі ці жахи — ще не пекло, а тільки передмова до нього.

## Ліва стулка— «Рай»
Ліва стулка ілюструє другу і третю глави Книги Буття. Сцени розгортаються в квітучому райському саду. На передньому плані представлено створення Єви, а трохи неподалік — сцена спокуси перших людей. На середньому — херувим з вогняним мечем виганяє їх з Едему. Одночасно з цим в хмарах відбувається повалення повсталих ангелів, які в польоті з небес на землю перетворюються в демонів. У Книзі Буття нічого не говориться про те, як охоплені гординею Люцифер і його прихильники підняли заколот проти Бога, але це було описано в юдейських легендах і увійшло в християнське вчення ще на самих ранніх стадіях його формування. Ці ангели грішили, і Князь тьми, заздрячи Адаму, змусив його в свій черга згрішити. У пізніших переказах наводиться інша версія — Бог для того і створив Адама і Єву, щоб їхні нащадки зайняли місця, що звільнилися після павших ангелів. На цій картині Босх зобразив пришестя гріха в світ, тим самим пояснивши необхідність Страшного суду.

## Права стулка— «Пекло»
Засуджених Богом — а на думку Босха, вони складуть більшу частину людства — очікують пекельний вогонь, муки, стогони і скрегіт зубів. В нижній третині правої стулки зображений Люцифер у своїй вежі. Він призначає кари. Вгорі, на даху вежі, зображені ті, хто встиг усвідомити свою гріховність, вони ридають, кричать і заламують руки. Позаду них — палаючий ландшафт гієни вогненної.

## Зовнішні стулки
На зовнішніх стулках зображені святі Яків і Бавон, написані в різних відтінках сірого.
Святий Яків з посохом, на якому закріплені його плащ і капелюх, мандрує на тлі детально виписаного пейзажу. Яків асоціюється зі мандрівництвом. Якова оточують небезпеки. І все ж він залишається цілий і неушкоджений завдяки своїй вірі.
Святого Бавона вважали покровителем міста Гент. У дверному отворі праворуч від нього відкривається вид на фламандський місто. Бавона оточують хворі і жебраки, яким він роздає милостиню.